# Baie de Wakasa
La baie de Wakasa (若狭湾, Wakasa-wan) est une anse naturelle le long de la côte ouest de l'île de Honshū, au Japon. Elle est située dans la préfecture de Fukui, au nord de Kyōto. Elle fait référence à un axe reliant le cap Echizen à l'extrémité ouest de la préfecture de Fukui et le cap Keiga à l'extrémité nord de la préfecture de Kyoto, et la zone maritime entourée par le littoral de Honshu, et a une superficie de 2 657 km2. Il présente une côte de rias à grande échelle.

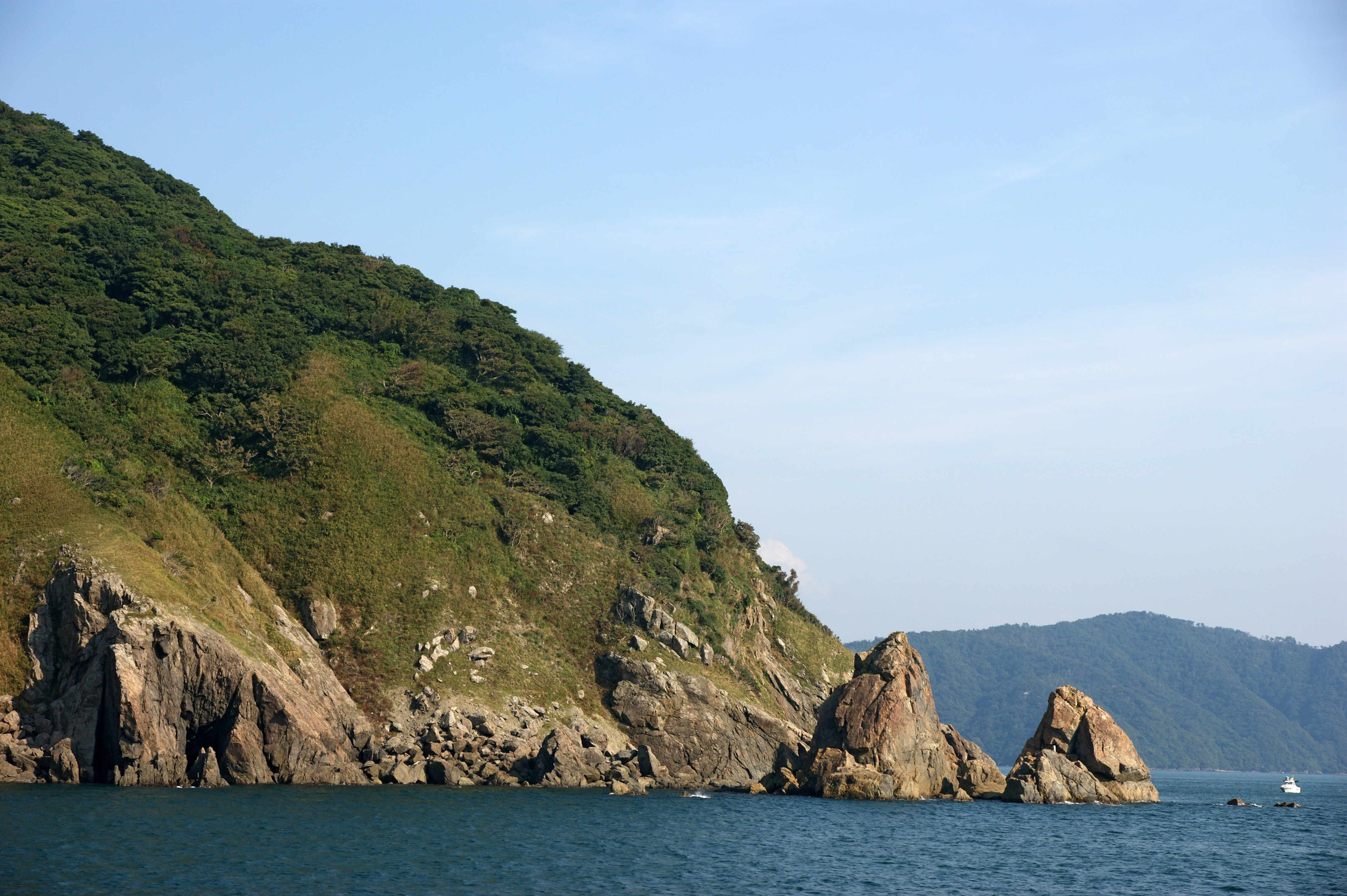
Obama Sotomo.

## Présentation

### Toponymie

La province de Wakasa, qui donne son nom à la baie.

Cette baie porte le nom de la province éponyme dont elle constitue la côte.

### Géographie
La baie de Wakasa est une grande dépression de la mer du Japon qui s'étale sur une côte de rias ouverte sur les baies de Tsuruga-Sekumi, de Kohamawan, de Yashiro, d'Uchiura, de Maizuru et de Miyazuwan. Elle débouche sur le site touristique d'Amanohashidate (天橋立, « pont vers le paradis ») ou Ama no hashidate qui offre l'une des trois vues les plus célèbres du Japon, et sur le parc quasi national d'Echizen-Kaga Kaigan. Le 3 août 2007, l'ouest de la rivière Yura a été séparé du monument national de la baie de Wakasa, et Oeyama a été ajouté pour en faire un nouveau monument Tango-Amanohashidate-Ōeyama Quasi-National Park (en).

### Histoire

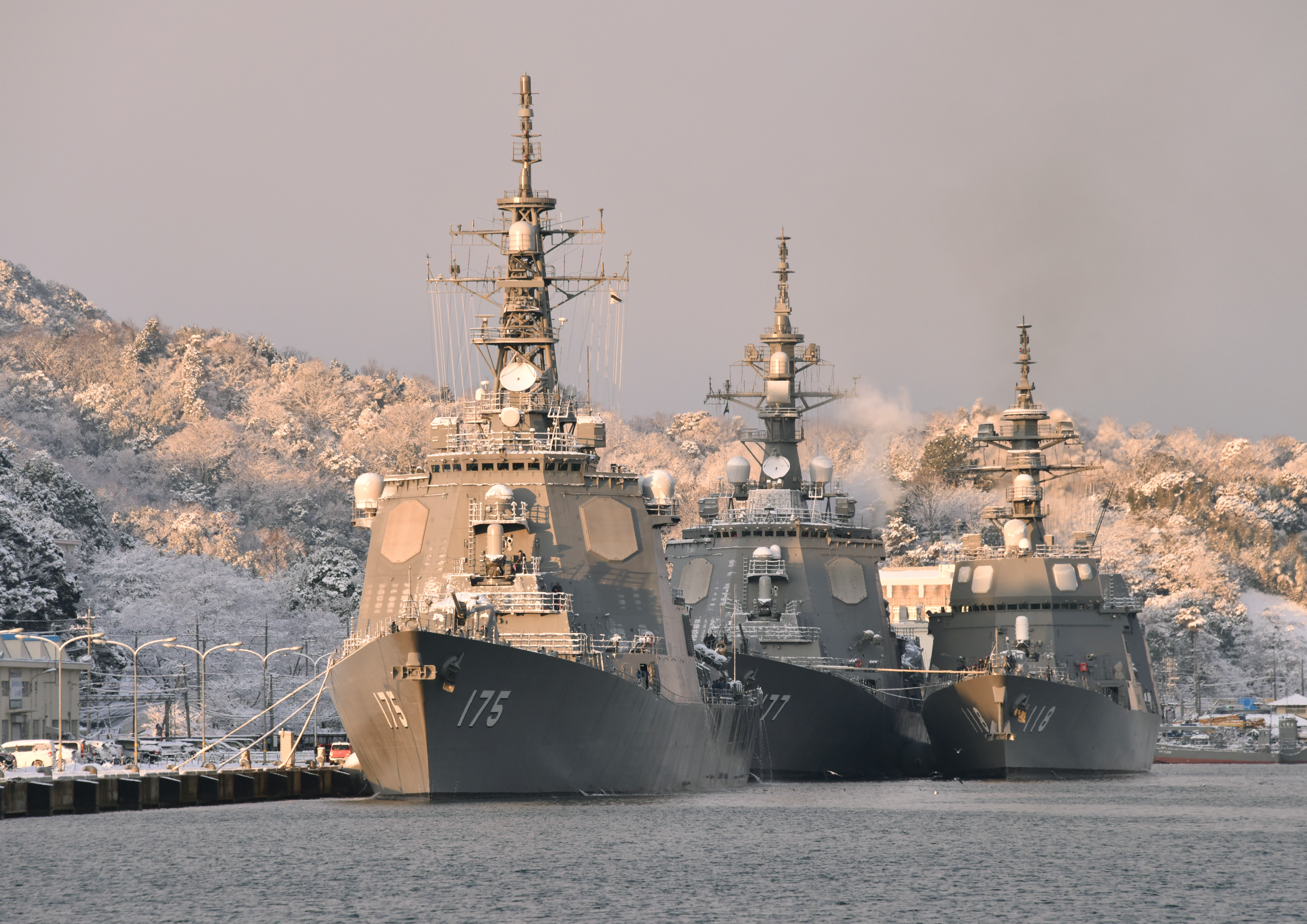
Quai Maizuru de la base Kitasui JMSDF.

Lors de la guerre russo-japonaise, la marine japonaise a supposé que la marine russe atterrirait sur le continent dans la baie de Wakasa, elle a donc mis en place un poste de garde à Maizuru afin d'empêcher l'invasion de Kyoto, de même qu'une forteresse équipée d'une tourelle fut installée le long de la côte de Maizuru, et dans la ville de Takahama.
Le port de Wakasa est depuis l'Antiquité une importante zone portuaire de pêche réputée pour le maquereau et les crustacés. En outre, l'élevage du fugu est également activement pratiqué (wakasa fugu), au Japon, seuls les cuisiniers disposant d'une licence accordée par l'État sont autorisés à préparer ce plat, considéré comme très raffiné.
Actuellement, le port est principalement utilisé par les professionnels de la mer venus de la région du Kansai en été. Ces dernières années, avec le rétablissement de l'environnement, un petit nombre de baleines, dauphins, loutres (rares) et tortues de mer sont réapparus dans la baie.

## Les installations militaires
Le port de Maizuru contient les bases navales de la Force maritime d'autodéfense japonaise.

## Les centrales nucléaires
Quatorze centrales nucléaires sont concentrées tout au long de la côte de la baie de Wakasa :
- centrale nucléaire de Tsuruga 2 sites,
- centrale nucléaire de Mihama 3 sites,
- centrale nucléaire d'Ōi 4 sites,
- centrale nucléaire de Takahama 4 sites,
- un site à Monju.

L'Assemblée préfectorale de Kyoto du Parti communiste japonais a adressé en 2011 une demande urgente à la préfecture de Kyoto pour que des mesures de sécurité soient prises pour l'ensemble des centrales nucléaires implantées sur le site de Wakasawan.